# Friedrich von Jagwitz (Landrat)
Friedrich Gottlieb Jakob von Jagwitz (* 11. Juli 1819 in Trebnitz; † 6. März 1881 in Glogau) war ein deutscher Rittergutsbesitzer und Verwaltungsjurist.

## Leben
Friedrich war der Sohn des Rittergutsbesitzers Ludwig von Jagwitz (1793–1848) und dessen Ehefrau Pauline, geborene Reichstein (1798–1850). Er besuchte das Gymnasium Fridericianum in Glogau und studierte nach dem Abitur an der Rheinischen Friedrich-Wilhelms-Universität Rechtswissenschaft. 1839 wurde er Mitglied, später Ehrenmitglied des Corps Borussia Bonn. Als Inaktiver wechselte er an die Friedrich-Wilhelms-Universität zu Berlin. Nach dem Studium wurde er Besitzer des Rittergutes Biegnitz im Landkreis Glogau, dessen Landrat er von 1868 bis 1881 war.

## Familie
Jagwitz hatte sich am 20. April 1847 in Görlitz mit Klara Rudelius (* 1825) verheiratet. Aus der Ehe gingen folgende Kinder hervor:
- Charlotte Pauline (* 31. Mai 1847; † 26. Januar 1919)
- Friedrich (Fritz) (* 4. November 1849; † 26. März 1919), preußischer Generalmajor

⚭ 1881 (geschieden 1884) Blanche Emmeline Oliphant-Murray (* 28. April 1858; † 8. Juni 1921) (heiratet später Kurt von Keudell (1843–1888))
⚭ 1886 Maria von Wentzel (* 13. Juni 1864; † 29. November 1909); zehn Kinder, u. a. Wilhelm von Jagwitz  (* 5. Juli 1888; † 11. November 1946), Oberstleutnant a. D. Grundbesitzer Biegnitz Kr. Glogau
⚭ 1911 Klara Therese Helene von Wartenberg (* 8. September 1878; † 5. April 1954), Tochter des Generalmajors Georg von Wartenberg und der Klara von Jagwitz; drei Söhne: u. a. Georg von Jagwitz († 1944), Hans von Jagwitz († 1944)
- Louis Gautier (* 1853; † 1924), Herr auf Ausche (274 ha), Rechtsritter der Johanniterordens ⚭ Wanda Karoline Luise Fanny von Studnitz (* 30. November 1862; † 10. April 1921)
- Fernanda Klara (* 29. Juli 1859; † 30. Juni 1922) ⚭ 30. Oktober 1877 Georg von Wartenberg (1846–1919), preußischer Generalmajor
- Katharina Dorothea (* 16. Oktober 1862; † 9. Mai 1931) ⚭ 9. Juli 1885 Richard Schindler, Major, Redakteur; geschieden

## Genealogie
- Gothaischen Genealogisches Taschenbuch der Briefadligen Häuser. 1907. Erster Jahrgang, Justus Perthes, Gotha 1906, S. 337–338.
- Gothaisches Genealogisches Taschenbuch der Briefadeligen Häuser 1919, Dreizehnter Jahrgang, Justus Perthes, Gotha 1918, S. 411 f.
- Gothaisches Genealogisches Taschenbuch der Adeligen Häuser. Alter Adel und Briefadel. 1927, Neunzehnter Jahrgang, Justus Perthes, Gotha 1926, S. 435–437. Zugleich Adelsmatrikel der Deutschen Adelsgenossenschaft.
- Gothaisches Genealogisches Taschenbuch der Adeligen Häuser 1939, B (Briefadel), 31. Jahrgang, Justus Perthes, Gotha 1938, S. 316–317. Zugleich Adelsmatrikel der Deutschen Adelsgenossenschaft.
- Walter von Hueck, Friedrich Wilhelm Euler: Genealogisches Handbuch des Adels, Adelige Häuser, B (Briefadel), Band XII, Band 64 der Gesamtreihe GHdA, C. A. Starke Verlag, Limburg (Lahn) 1977, S. 194 ff. ISSN 0435-2408